# بادي دوهرتي
بادي دوهرتي (بالإنجليزية: Paddy Doherty)‏ هو لاعب كرة القدم الغالية بريطاني، ولد في 1934 في Ballykinler ‏ في المملكة المتحدة.